# Tihomir Predović
Tihomir Predović – chorwacki żeglarz oceaniczny, zdobywca złotego medalu w transatlantyckich regatach "America 500" przeprowadzonych w 1992 r. dla uczczenie 500-nej rocznicy odkrycia Ameryki przez Krzysztofa Kolumba.
Predović w regatach wystartował wraz z dwoma załogantami na swoim prywatnym, seryjnym jachcie typu Elan33, jako oficjalna reprezentacja niedawno powstałej Chorwacji. Po osiągnięciu mety w San Salvador na Bahamach oraz dokonaniu przeliczeń wyrównawczych okazało się, że ich jacht wygrał te regaty i zdobył złoty medal, co było dużym sukcesem młodego państwa chorwackiego. Doszło przy tym do pewnego incydentu, gdyż w pobliżu miejsca gdzie miało się odbyć wręczenie nagród, ustawiono 26 masztów z flagami państw oficjalnie reprezentowanych w tych regatach, a ponieważ organizatorzy regat jeszcze nie posiadali chorwackiej flagi, to zamiast niej na maszcie wywieszono flagę Jugosławii. Po złożeniu przez Predovića protestu, organizatorzy w ciągu nocy uszyli flagę Chorwacji, która w porę zawisła na odpowiednim maszcie, jeszcze przed rozpoczęciem oficjalnej ceremonii wręczania nagród.
Po powrocie do domu Predović opisał przebieg tego rejsu w swojej książce "Ruža vjetrova 1492. -1992." (Róża wiatrów 1492–1992), a w następnych latach stopniowo zakupując kolejne jachty uruchomił pierwszą w Chorwacji, prywatną  firmę czarterową z bazą w Marinie Punat na wyspie Krk; początkowo pod nazwą "America 500", a obecnie funkcjonującą pod nazwą Garant Charter.
W 2017 r. w 25. rocznicę swojego udziału w regatach "America 500", Predović na pokładzie jachtu "Big Mac" (Sun Odyssey34) ponownie wyruszył tą sama trasą, ale tym razem z zamiarem zwiedzenia Karaibów oraz pokonania Atlantyku w obie strony, gdyż w 1992 roku ze względu na obowiązki nie mógł sobie pozwolić na powrót jachtem i do Chorwacji wrócił wówczas samolotem. Ta ponowna podróż trwała prawie 9 miesięcy i zakończyła się powrotem do Punatu w dniu 18 czerwca 2018 r.